# Joe Holup
Joseph J. "Joe" Holup (nacido el 26 de febrero de 1934 en Swoyersville, Pensilvania y fallecido el 28 de enero de 1998) fue un jugador de baloncesto estadounidense que disputó tres temporadas en la NBA, además de jugar en la CBA posteriormente. Con 1,98 metros de estatura, jugaba en la posición de alero.

## Trayectoria deportiva

### Universidad
Jugó durante cuatro temporadas con los Colonials de la Universidad George Washington, en las que promedió 21,4 puntos y 19,5 rebotes por partido. En su última temporada lideró la nación en porcentaje de tiros de campo y en rebotes, promediando 23 por partido. Fue elegido en sus cuatro temporadas en el mejor quinteto de la Southern Conference, y en 1956 incluido en el tercer equipo All-American. Ocupa el sexto lugar en la actualidad entre los jugadores de la NCAA con más de 2.000 puntos y 1.000 rebotes a lo largo de su carrera.

### Profesional
Fue elegido en la quinta posición del Draft de la NBA de 1956 por Syracuse Nationals, En su primera temporada como profesional, jugando como suplente, promedió 7,4 puntos y 3,9 rebotes por partido. Mediada la temporada siguiente, tras no contar para su entrenador Paul Seymour, fue traspasado a Detroit Pistons a cambio de dinero, donde jugaría su mejor temporada en la NBA al año siguiente, al promediar 8,4 puntos y 5,2 rebotes.
Tras esa temporada, probó fortuna en la CBA, fichando por los Williamsport Billies como jugador-entrenador. Al año siguiente firmaría con los Wilkes-Barre Barons, con los que jugaría sus últimas tres temporadas como proefesional. en sus tres temporadas en la NBA promedió 7,0 puntos y 4,4 rebotes por partido.

## Estadísticas de su carrera en la NBA

### Temporada regular
| Temp.   | Edad | Equipo             | Liga | P   | TIT | MIN  | TC  | TCA | %TC  | 3P | 3PA | %3P | TL  | TLA | %TL  | R.OF. | R.DEF. | REB | ASIS | ROB | TAP | PER | FP  | PTS |
| 1956-57 | 22   | Syracuse Nationals | NBA  | 71  |     | 18.1 | 2.3 | 6.9 | .329 |    |     |     | 2.9 | 3.6 | .806 |       |        | 3.9 | 1.2  |     |     |     | 2.5 | 7.4 |
| 1957-58 | 23   | TOTAL              | NBA  | 53  |     | 14.0 | 1.7 | 5.2 | .327 |    |     |     | 1.3 | 1.8 | .755 |       |        | 4.2 | 0.7  |     |     |     | 1.9 | 4.8 |
| 1957-58 | 23   | Syracuse Nationals | NBA  | 16  |     | 8.3  | 0.9 | 3.6 | .246 |    |     |     | 1.0 | 1.4 | .696 |       |        | 1.4 | 0.8  |     |     |     | 1.4 | 2.8 |
| 1957-58 | 23   | Detroit Pistons    | NBA  | 37  |     | 16.4 | 2.1 | 6.0 | .348 |    |     |     | 1.5 | 1.9 | .775 |       |        | 5.4 | 0.6  |     |     |     | 2.1 | 5.6 |
| 1958-59 | 24   | Detroit Pistons    | NBA  | 68  |     | 22.1 | 3.1 | 8.5 | .360 |    |     |     | 2.2 | 2.9 | .760 |       |        | 5.2 | 1.1  |     |     |     | 3.5 | 8.4 |
| Total   |      |                    | NBA  | 192 |     | 18.4 | 2.4 | 7.0 | .342 |    |     |     | 2.2 | 2.8 | .781 |       |        | 4.4 | 1.0  |     |     |     | 2.7 | 7.0 |

### Playoffs
| Temp.   | Edad | Equipo             | Liga | P  | MIN | TCA | TC | 3PA | 3P | TLA | TL | R.OF. | REB | ASIS | ROB | TAP | PER | FP | PTS | %TC  | %3P | %FT  | MIN  | PTS | REB | AST |
| 1956-57 | 22   | Syracuse Nationals | NBA  | 5  | 88  | 6   | 28 |     |    | 8   | 12 |       | 20  | 1    |     |     |     | 3  | 20  | .214 |     | .667 | 17.6 | 4.0 | 4.0 | 0.2 |
| 1957-58 | 23   | Detroit Pistons    | NBA  | 7  | 134 | 15  | 43 |     |    | 12  | 16 |       | 36  | 3    |     |     |     | 20 | 42  | .349 |     | .750 | 19.1 | 6.0 | 5.1 | 0.4 |
| 1958-59 | 24   | Detroit Pistons    | NBA  | 3  | 36  | 3   | 14 |     |    | 6   | 7  |       | 8   | 3    |     |     |     | 7  | 12  | .214 |     | .857 | 12.0 | 4.0 | 2.7 | 1.0 |
| Total   |      |                    | NBA  | 15 | 258 | 24  | 85 |     |    | 26  | 35 |       | 64  | 7    |     |     |     | 30 | 74  | .282 |     | .743 | 17.2 | 4.9 | 4.3 | 0.5 |